# 下架山镇
下架山镇，是中华人民共和国广东省揭阳市普宁市下辖的一个行政建制镇。
在市境东南部。镇因驻地名，地处小丘，与3公里外之笔架山相比为低，故名下架山。海拔19米。在流沙东南9.3公里处，东毗潮阳，南邻惠县，1949至1956年先后属普宁县横溪区、占陇区、第六区。1994年5月镇迁新南湖下架山大道西侧办公。全境82.74公里，有耕地2.05万倾，山地9.8万亩。是革命老区，1927年八一南昌起义军南下，郭沫若等领导人曾在咸寮村西南马鞍石洞避敌。2010年全镇约有8万人口。

## 行政区划
下架山镇下辖以下地区：
下架山社区、碗仔村、横溪村、和寮村、汤坑村、老堆丙村、高明村、上西埔村、下西埔村、百吉岭村、古山村、蛟池村、新光村、双丰村、新南湖村、老南湖村、西山村、长沟围村、倪厝乡村、白沙溪村、南城村、陂新村、陂老村、多年村、虎岗山村、中央埔村、涂坑村、长坛村、咸寮村、水供塘村、石盘村、安溪村和葵岭村。